# Новопятигорский курган
Новопятиго́рский курга́н — курган в Комсомольском сквере города Пятигорска, между железнодорожной станцией Новопятигорск и средней школой № 3.
Высота насыпи кургана — 8 м (абс. высота 538,6 м н.у.м.), диаметр — 60-64 м. Сооружён в бронзовом веке (конец IV — начало II тыс. до н. э.).
В конце XVIII — первой трети XIX в. курган использовался в качестве кладбища для гарнизона Константиногорской крепости (основана в 1780 году), здесь также были захоронены и участники Отечественной войны 1812 года В советское время территория кургана была очищена под объекты городской инфраструктуры, а некоторые могилы перенесены в другое место. В настоящее время сохранились три надгробия кургана. Одно надгробие с читаемой надписью — подполковника А. А. Котырева — находится в Пятигорском краеведческом музее.